# Kasama, Zambia
Kasama  este un oraș  în  Provincia de Nord, Zambia.